# Robert Baltovich
Robert Baltovich (né le 17 juillet 1965) est un Canadien condamné à tort en 1992 pour l'assassinat de sa petite amie, Elizabeth Bain, à Scarborough, Ontario, Canada. Il a passé huit ans en prison et près d'une autre décennie à essayer de blanchir son nom, avant d'être déclaré non coupable à son second procès du 22 avril 2008.

## Assassinat d'Elizabeth Bain
En 1990, Baltovich obtient un diplôme de psychologie et d'histoire à l'Université de Toronto à Scarborough. Il y rencontre une étudiante, Elizabeth Bain, avec laquelle il entame une relation. Celle‑ci disparaît le 19 juin 1990, après avoir annoncé à sa mère qu'elle allait « vérifier les horaires de tennis » sur le campus. Le 22 juin, sa voiture est retrouvée avec une tache de sang importante sur le siège arrière. Son corps n'a jamais été retrouvé.

## Premier procès
Le 19 novembre 1990, Baltovich a été arrêté et accusé d'assassinat au premier degré. Son cas a traîné devant les tribunaux pendant plusieurs années, au cours desquelles il a toujours clamé son innocence. Ses avocats ont suggéré que le « violeur de Scarborough », nom sous lequel le célèbre tueur en série canadien Paul Bernardo était alors connu, pourrait être responsable de l'assassinat.
Le 31 mars 1992, Baltovich a été reconnu coupable d'assassinat au second degré. Ses avocats ont fait appel et le 31 mars 2000, Baltovich a été libéré sous caution en attendant le résultat de son appel. En septembre 2004, son appel a finalement été traité ; une fois de plus son cas a attiré l'attention nationale lorsque ses avocats ont allégué qu'il avait été condamné à tort et que Bernardo était coupable. Ils ont découvert des preuves reliant l'affaire à Bernardo, preuves absentes du procès initial puisque l'identité de Baltovich était alors inconnue. Interrogé sur la question, Bernardo a nié toute implication dans la disparition d'Elizabeth.

## Appel, nouveau procès et acquittement
Le 2 décembre 2004, la Cour d'appel de l'Ontario a annulé la condamnation, fournissant des rapports que les journalistes ont considérés comme « une attaque cinglante » envers la conduite du juge lors du procès initial. Le 15 juillet 2005, le procureur général a annoncé que Baltovich ferait face à un nouveau procès sur des accusations d'assassinat au second degré, à une date non précisée, et resterait en liberté sous caution dans l'intervalle. Pendant ce temps, Baltovich a travaillé comme bibliothécaire pour le gouvernement de l'Ontario.
Le 31 mars 2008, la sélection du jury a commencé en vue du second procès. Le procès, qui devait commencer à Toronto le 14 avril suivant, a été retardé pour une raison inconnue. Lorsque le procès a repris, le ministère public n'a appelé à la barre aucun de la cinquantaine de témoins qu'il avait prévu, évoquant des « développements récents » dont, entre autres, des problèmes concernant la validité des preuves à charge. Le juge a donc demandé au jury de rendre un verdict de non-culpabilité.
En janvier 2010, le procureur général a conclu que le paiement d'une compensation financière n'était pas approprié.

## Procès civil pour le dédommagement de Baltovich
Le 21 avril 2010, un procès civil s'est ouvert pour procédure abusive, enquête négligente et représentation négligente dans le cas Baltovich. Les défendeurs nommés incluent John McMahon, maintenant juge à la Cour supérieure de l'Ontario, et Paul Amenta, un procureur de la Couronne pratiquant à Toronto. Brian Raybould et Steve Reesor, les deux inspecteurs principaux de l'affaire, sont également cités par la défense.